# COSCO
COSCO - China Ocean Shipping Company je kitajsko državno podjetje, ki se ukvarja z ladijskim transportom in ladjedelništvom. Podjetje je bilo ustanovljetno leta 1961, sedež je v Pekingu. COSCO ima v floti čez 800 ladij s skupno nosilnostjo 56 milijonov ton, s kapaciteto transportiranja okrog 400 milijonov ton tovora na leto. Od tega ima 130 konejnerskih ladij s skupno kapaciteto 600 000 TEU. Je peti največji kontejenerski ladjar po številu ladij na svetu in prvi na svetu po številu ladij za razsute tovore. COSCO je tudi en izmed največjih tankerskih ladjarjev na svetu.
COSCO ima v lasti 32 terminalov po svetu.
Dvivizija COSCO Shipbuilding Industry Company (COSIC) se ukvarja z ladjedelništvom.

## Podružnice
COSCO podružnice:
- Hong Kong: COSCO Pacific Ltd.
- Hongkong: COSCO International Holdings Ltd.
- Hongkong: China International Marine Containers
- Hongkong: China COSCO Holdings Co. Ltd.
- China COSCO Holdings Co. Ltd. (A shares)
- China International Marine Containers (Group) Co. Ltd.
- China International Marine Containers (Group) Co. Ltd.
- COSCO Corporation (Singapore) Limited
- COSCO Container Lines Japan Co., Ltd.